# 1-й федеральный избирательный округ Чьяпаса
1-й федеральный избирательный округ Чьяпаса (исп. Distrito electoral federal 1 de Chiapas) — один из 300 избирательных округов, на которые делится терриория Мексики для проведения выборов в федеральную Палату депутатов, и один из 13 таких округов в штате Чьяпас.
От округа в нижнюю палату Конгресса избирается один депутат на трёхлетний законодательный период по принципу «первого прошедшего по списку». Голоса, поданные в округе, также учитываются при расчёте пропорционального представительства («многомандатности») депутатов, избранных от Третьего избирательного региона.
Действующим депутатом от этого 1-го округа Чьяпаса, избранным на всеобщих выборах 2024 года, является Карлос Морелос Родригес от Партии труда.

## Территория округа
В соответствии с планом формирования округов на 2023 год, принятым Национальным избирательным институтом, который будет использоваться для выборов 2024, 2027 и 2030 годов, 1-й округ охватывает 129 избирательных участков (исп. secciones electorales) в восьми муниципалитетах в северо-восточной части штата Чьяпас:
- Катасаха, Ла-Либертад, Паленке, Сабанилья, Сальто-де-Агуа, Тила, Тумбала и Яхалон.

Паленке — главный центр (исп. cabecera distrital), где собираются и суммируются результаты со всех избирательных участков округа. По данным переписи населения 2020 года, население 1-го федерального избирательного округа Чьяпаса составляет 410 229 человек. Поскольку представители коренных народов Мексики и афромексиканцы составляют более 71% от общего числа избирателей, 1-й округ классифицируется Национальным избирательным институтом как округ коренных народов.

## Предыдущие составы округов
|                  | 1974 | 1978 | 1996 | 2005 | 2017 | 2023 |
| ---------------- | ---- | ---- | ---- | ---- | ---- | ---- |
| Чьяпас           | 6    | 9    | 12   | 12   | 13   | 13   |
| Палата депутатов | 196  | 300  | 300  | 300  | 300  | 300  |
| Источники:       |      |      |      |      |      |      |

2017—2022
С 2017 по 2022 год 1-й округ имел ту же конфигурацию, как и в плане на 2023 год
2005—2017
В 2005 году 1-й округ включал те же муниципалитеты, что и в планах на 2023 и 2017 годы, но с включением в него ещё и Чилона. Главным центром служил город Паленке.
1996—2005
В период с 1996 по 2005 год состав округа был точно таким же, как и в плане на 2005 год
1978—1996
Окружная система, действовавшая с 1978 по 1996 год, была результатом избирательной реформы 1977 года, которая увеличила число одномандатных мест в Палате депутатов со 196 до 300. В соответствии с этим планом количество избирательных округов в штате Чьяпас увеличилось с шести до девяти. Главный центр 1-го округа, охватывавшего семь муниципалитетов, находился в Тустла-Гутьерресе.

## Депутаты, избранные в Конгресс от округа
| Выборы | Депутат                        | Партия | Срок      | Созыв Конгресса |
| ------ | ------------------------------ | ------ | --------- | --------------- |
| 1958   | Хуан Сабинес Гутьеррес         |        | 1958—1961 | 44-й Конгресс   |
| 1961   | Рафаэль Гамбоа Кано            |        | 1961—1964 | 45-й Конгресс   |
| 1964   | Хесус Кансино Касаонда         |        | 1964—1967 | 46-й Конгресс   |
| 1967   | Марта Лус Ринкон Кастильехос   |        | 1967—1970 | 47-й Конгресс   |
| 1970   | Хорхе Касаонда Кастильо        |        | 1970—1973 | 48-й Конгресс   |
| 1973   | Карлос Мигель Сармьенто        |        | 1973—1976 | 49-й Конгресс   |
| 1976   | Хуан Сабинес Гутьеррес         |        | 1976—1979 | 50-й Конгресс   |
| 1979   | Рафаэль Паскарио Гамбоа        |        | 1979—1982 | 51-й Конгресс   |
| 1982   | Эноч Кансино                   |        | 1982—1985 | 52-й Конгресс   |
| 1985   | Эдуардо Робледо Ринкон         |        | 1985—1988 | 53-й Конгресс   |
| 1988   | Антонио Парьенте Альгарин      |        | 1988—1991 | 54-й Конгресс   |
| 1991   | Антонио Гарсия Санчес          |        | 1991—1994 | 55-й Конгресс   |
| 1994   | Вальтер Леон Монтоя            |        | 1994—1997 | 56-й Конгресс   |
| 1997   | Аркимидес Леон Овандо          |        | 1997—2000 | 57-й Конгресс   |
| 2000   | Хесус Алехандро Крус Гутьеррес |        | 2000—2003 | 58-й Конгресс   |
| 2003   | Хорхе Бальдемар Утрилья        |        | 2003—2006 | 59-й Конгресс   |
| 2006   | Яри Гербардт                   |        | 2006—2009 | 60-й Конгресс   |
| 2009   | Хуан Карлос Лопес Фернандес    |        | 2009—2012 | 61-й Конгресс   |
| 2012   | Адриана Лопес Морено           |        | 2012—2015 | 62-й Конгресс   |
| 2015   | Леонардо Рафаэл Гирао Агилар   |        | 2015—2018 | 63-й Конгресс   |
| 2018   | Мануэла Обрадор Нарваэс        |        | 2018—2021 | 64-й Конгресс   |
| 2021   | Мануэла Обрадор Нарваэс        |        | 2021—2024 | 65-й Конгресс   |
| 2024   | Карлос Морелос Родригес        |        | 2024—2027 | 66-й Конгресс   |

## Президентские выборы
| Выборы | Победивший в округе          | Партия или коалиция        | %       |
| ------ | ---------------------------- | -------------------------- | ------- |
| 2018   | Андрес Мануэль Лопес Обрадор | Вместе мы войдём в историю | 59,1603 |
| 2024   | Клаудия Шейнбаум             | Продолжим творить историю  | 83,6638 |